# Brutal death metal
Brutal deathmetal (brutaldeath) je jakýsi přechodný styl mezi death metalem a grindcorem a má hodně blízko ke goregrind coru, tzn. jeden z nejtvrdších a nejrychlejších hudebních stylů. Kytary jsou podladěné, riffy jsou rychlé, zpěv se pohybuje kolem growlingu a gutturalu. Bubny bývají rychlé, na basový buben se většinou používá doublepedal, bubeníci dokáží vyvinout rychlost podobnou kadenci kulometu. Tento styl je na hraní jak technicky, tak fyzicky velmi náročný. Pódiová podoba je, jak u ostatně asi všech metalových žánrů, dost teatrální. Texty bývají nejčastěji plné krve, smrti a vražd. Brutaldeath je velmi extrémní, prakticky bez mediálního zájmu, přesto se k němu hlásí mnoho fanoušků.

## Příklady skupin
- Cannibal Corpse (dříve)
- Suffocation
- Disgorge (USA)
- Cenotaph
- Pyrexia
- Mortician
- Deeds of Flesh
- Katalepsy
- Skinless
- Disentomb
- Devangelic
- Nile
- Dying Fetus